# Ammothea hedgpethi
Ammothea hedgpethi là một loài nhện biển trong họ Ammotheidae. Loài này thuộc chi Ammothea. Ammothea hedgpethi được miêu tả khoa học năm 1959 bởi Utinomi.